# NK Drava Strmec
NK Drava je nogometni klub iz mjesta Strmec Podravski.
Trenutačno nije aktivan u natjecanjima.